# Eugen Daigeler
Eugen Daigeler (* 3. Juli 1979 in Marktheidenfeld) ist ein römisch-katholischer Priester, Theologe und Liturgiker.

## Leben
Daigeler wuchs in Lengfurt und Würzburg auf, schloss 1998 das Abitur am Humanistischen Wirsberg-Gymnasium Würzburg ab und studierte anschließend an den Katholisch-Theologischen Fakultäten der Universität Wien (1998–2000), der Universität Fribourg (2000–2001) und der Universität Würzburg (2001–2003), wo er 2003 die Studien mit der Diplomarbeit über die Liturgische Bewegung bei Pius Parsch beendete. Von 2003 bis 2005 absolvierte Daigeler das pastorale Praktikum in den Pfarreien Kitzingen, Sulzfeld und Biebelried, bevor er am 14. Mai 2005 für das Bistum Würzburg die Priesterweihe empfing. Nach Tätigkeiten als Kaplan in Miltenberg und Knetzgau begann er 2007 das Promotionsstudium an der Katholisch-Theologischen Fakultät der Universität München bei Winfried Haunerland. Am 26. Juli 2011 erfolgte Daigelers Promotion zum Dr. theol. an der Universität München mit einer Dissertation zur liturgischen Rezeption des Zweiten Vatikanischen Konzils innerhalb der Jugendliturgie des deutschen Sprachraums.
Anschließend wirkte er als Pfarradministrator in Haibach und Maidbronn. Seit 1. Januar 2019 ist Daigeler Pfarrer der Pfarreiengemeinschaft Liborius Wagner in Stadtlauringen, wo er bereits seit 2013 wirkte. Am 1. Oktober 2015 erfolgte die Berufung Daigelers in die Liturgiekommission der Diözese Würzburg. Seit 1. Februar 2016 bekleidet er das Amt des Präses der Kolpingsfamilie Stadtlauringen. Seit 20. Oktober 2016 berät er die Liturgiekommission der Deutschen Bischofskonferenz. Am 21. Februar 2019 wurde er zum Mitglied des Priesterrats der Diözese Würzburg ernannt.
Daigelers Forschungsschwerpunkte sind neben der Liturgischen Bewegung die Umsetzung und Rezeption der Konstitution über die heilige Liturgie des Zweiten Vatikanischen Konzils.

## Veröffentlichungen
- Liturgische Bildung als Weg zur tätigen Teilnahme bei Pius Parsch, die Seele ist von Natur aus liturgisch (= Pius-Parsch-Studien. Nr. 5). Echter, Würzburg 2006, ISBN 978-3-429-02850-3 (Diplomarbeit).
- Jugendliturgie, ein Beitrag zur Rezeption des Zweiten Vatikanischen Konzils im deutschen Sprachgebiet (= Studien zur Pastoralliturgie. Nr. 34). Pustet, Regensburg 2011, ISBN 978-3-7917-2434-8 (Dissertation).
- Bedenkt, was ihr tut. Hilfen zu einem tieferen Verstehen der Feier der Heiligen Messe und ihrer Riten. Christiana, Kisslegg-Immenried 2017, ISBN 978-3-7171-1287-7.
- Gelebte Treue. Neun Tage mit dem seligen Liborius Wagner. Echter, Würzburg 2021, ISBN 978-3-429-05591-2.